# Hålsjön, Uppland
Hålsjön är en sjö i Enköpings kommun och Uppsala kommun i Uppland och ingår i Norrströms huvudavrinningsområde. Sjön är 10 meter djup, har en yta på 0,206 kvadratkilometer och är belägen 33,1 meter över havet. Vid provfiske har bland annat abborre, braxen, gers och gädda fångats i sjön.

## Delavrinningsområde
Hålsjön ingår i det delavrinningsområde (662759-158032) som SMHI kallar för Mynnar i Alsta Sjö. Medelhöjden är 50 meter över havet och ytan är 57,42 kvadratkilometer. Räknas de 2 avrinningsområdena uppströms in blir den ackumulerade arean 81,86 kvadratkilometer. Lillån som avvattnar avrinningsområdet har biflödesordning 4, vilket innebär att vattnet flödar genom totalt 4 vattendrag innan det når havet efter 97 kilometer. Avrinningsområdet består mestadels av skog (71 procent) och jordbruk (19 procent). Avrinningsområdet har 1,07 kvadratkilometer vattenytor vilket ger det en sjöprocent på 1,9 procent.

## Fisk
Vid provfiske har följande fisk fångats i sjön:
- Abborre
- Braxen
- Gärs
- Gädda
- Löja
- Mört
- Sarv